# ایستگاه پادینگتون
ایستگاه پادینگتون
یک ایستگاه از خط بیکرلو و از خطوط متروی لندن است؛ که در منطقه پادینگتون قرار دارد و در ۱۰ ژانویه ۱۸۲۳ افتتاح شده‌است.
بخشی از ماجرای هری پاتر و سنگ جادو در این ایستگاه اتفاق می‌افتد.

## نگارخانه

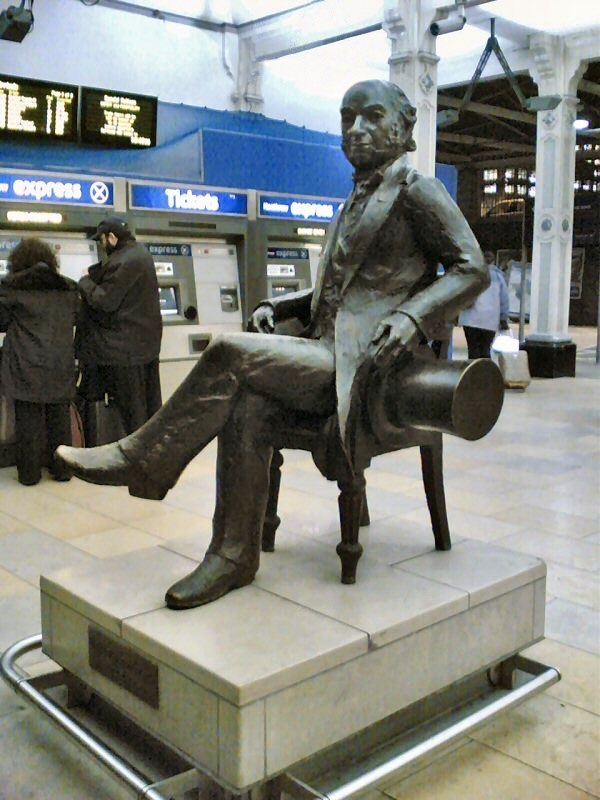
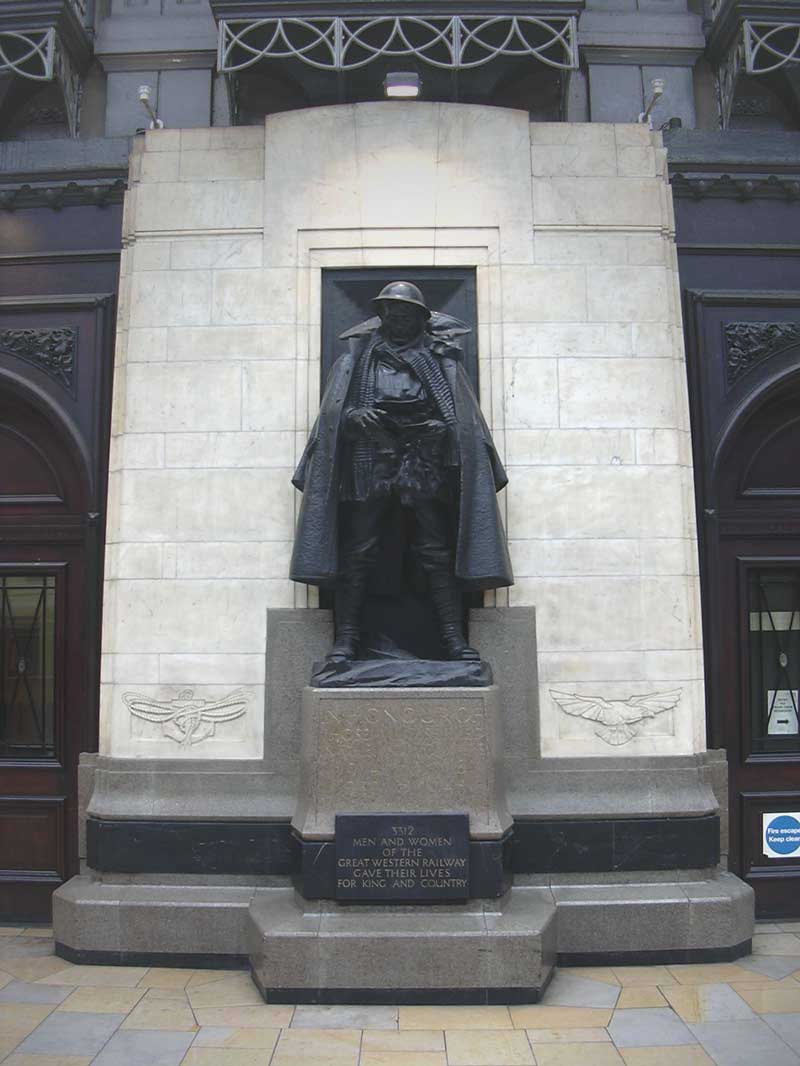
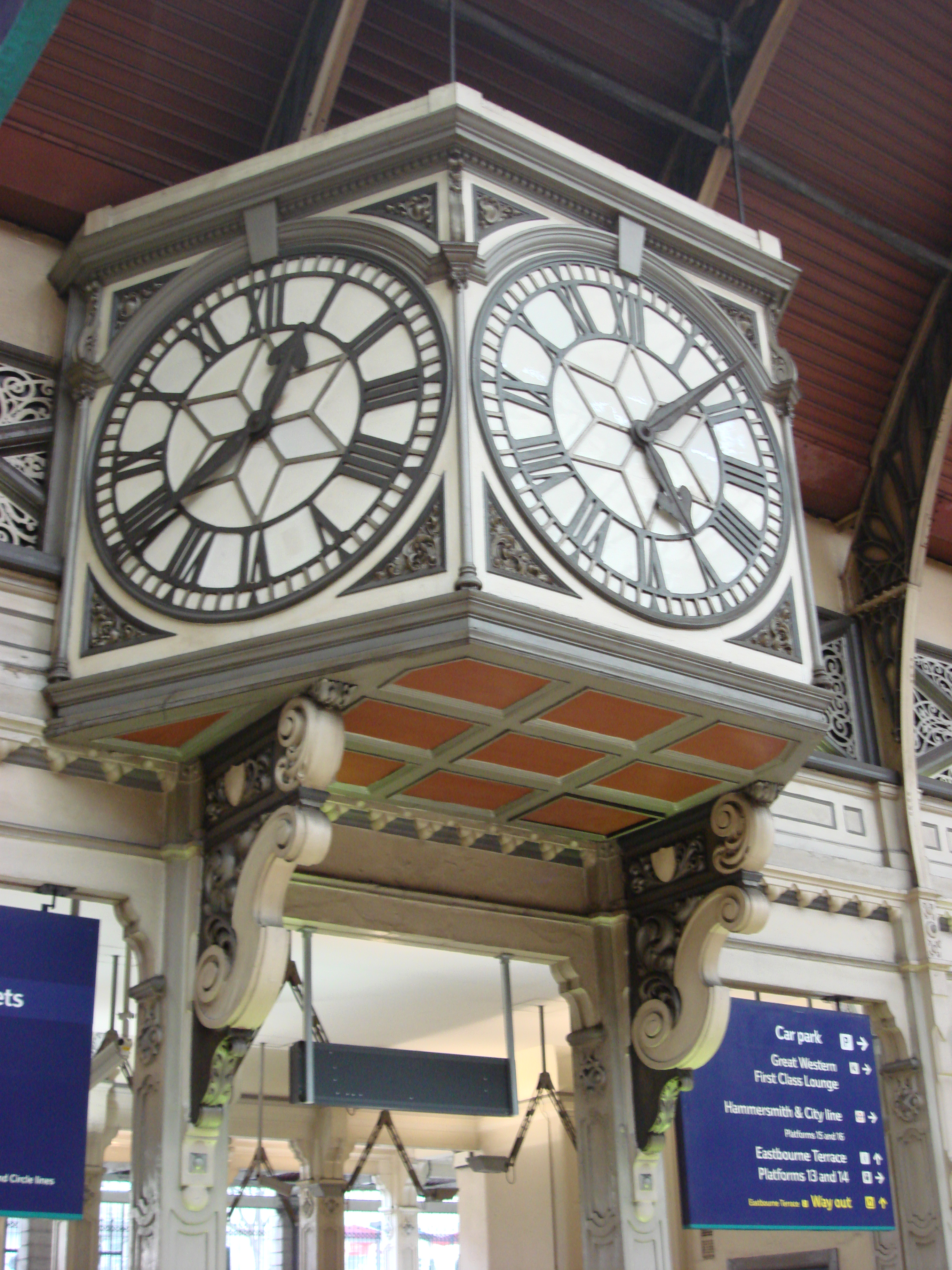
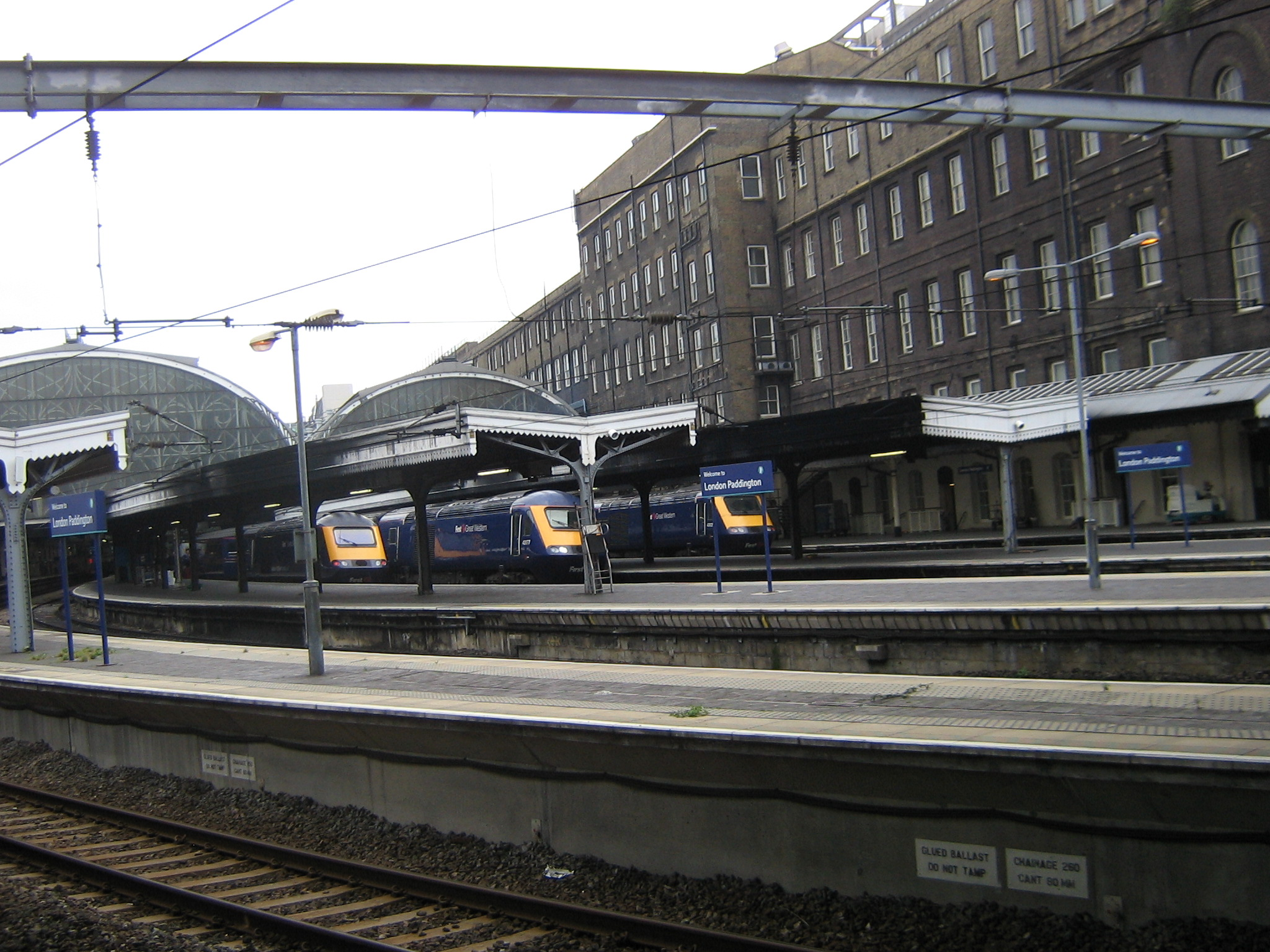
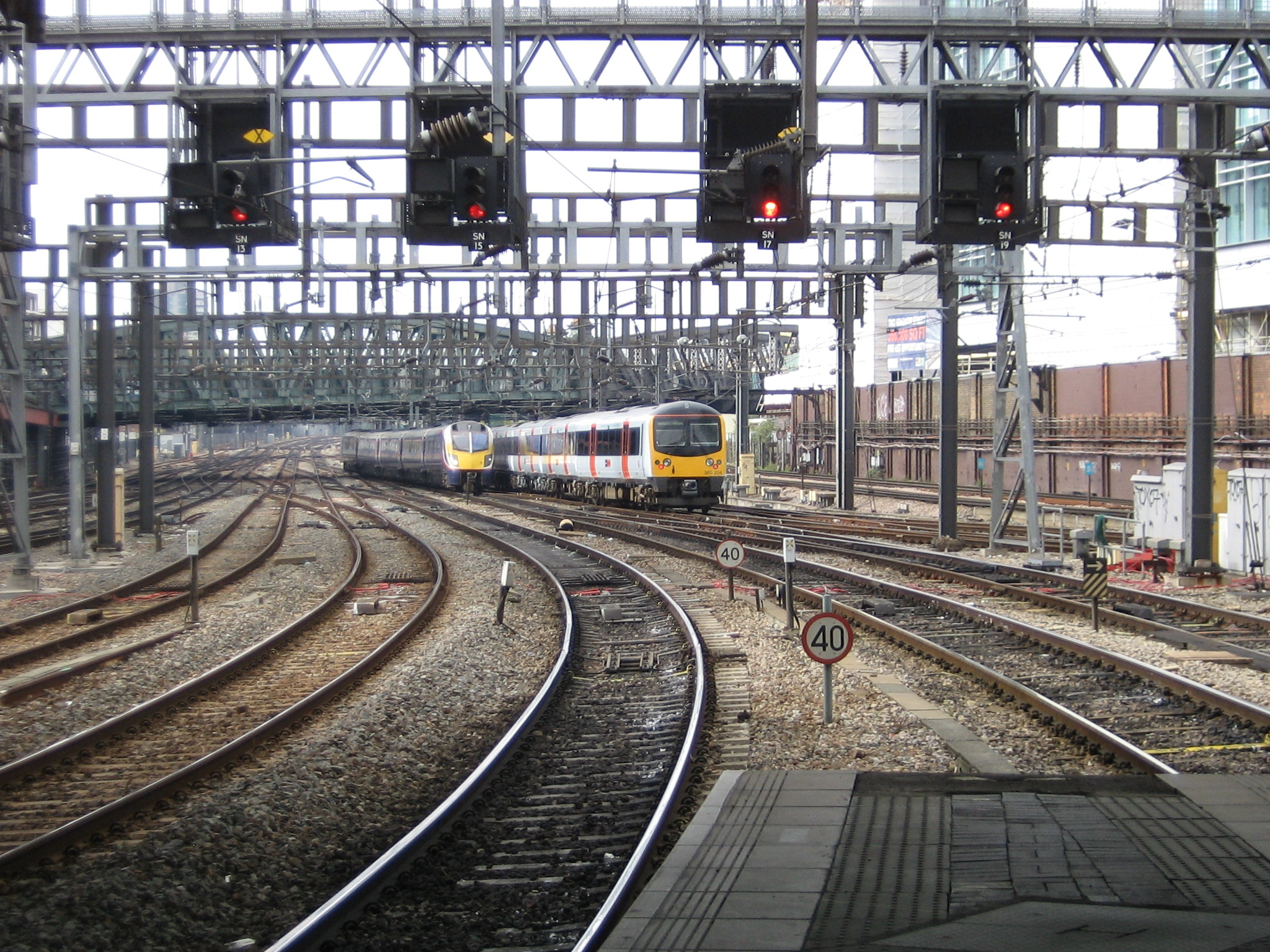
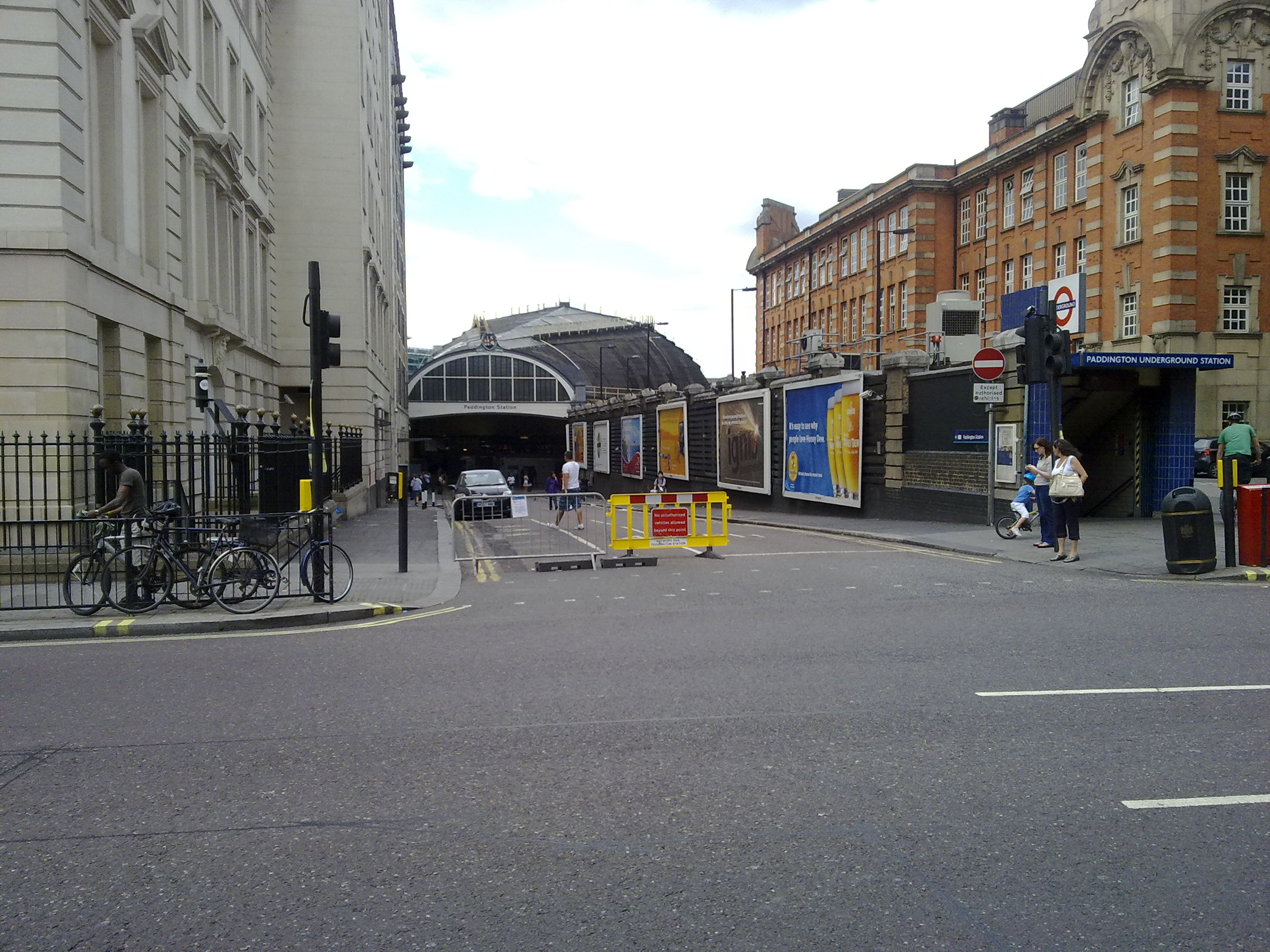
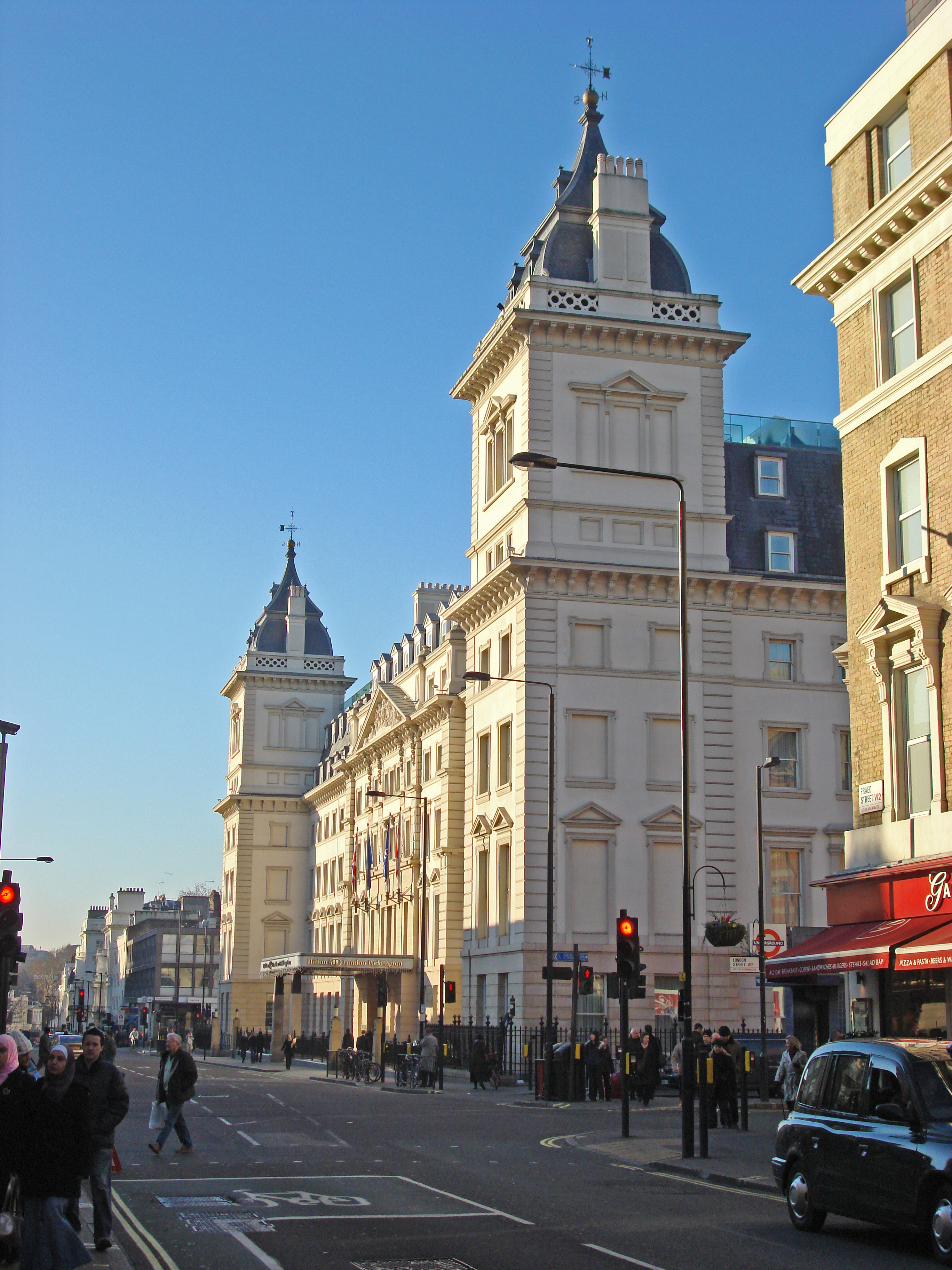
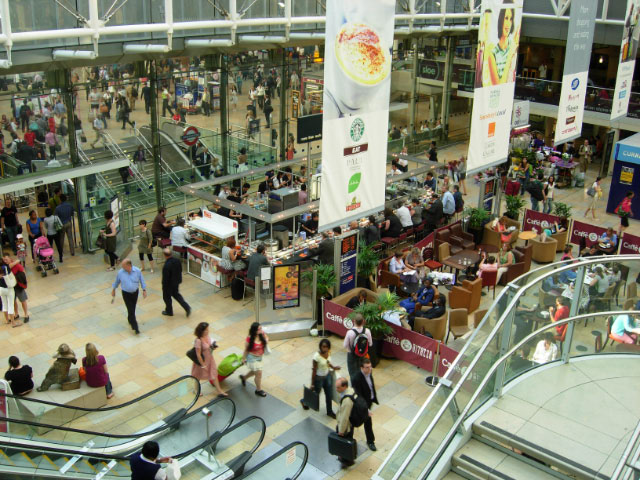
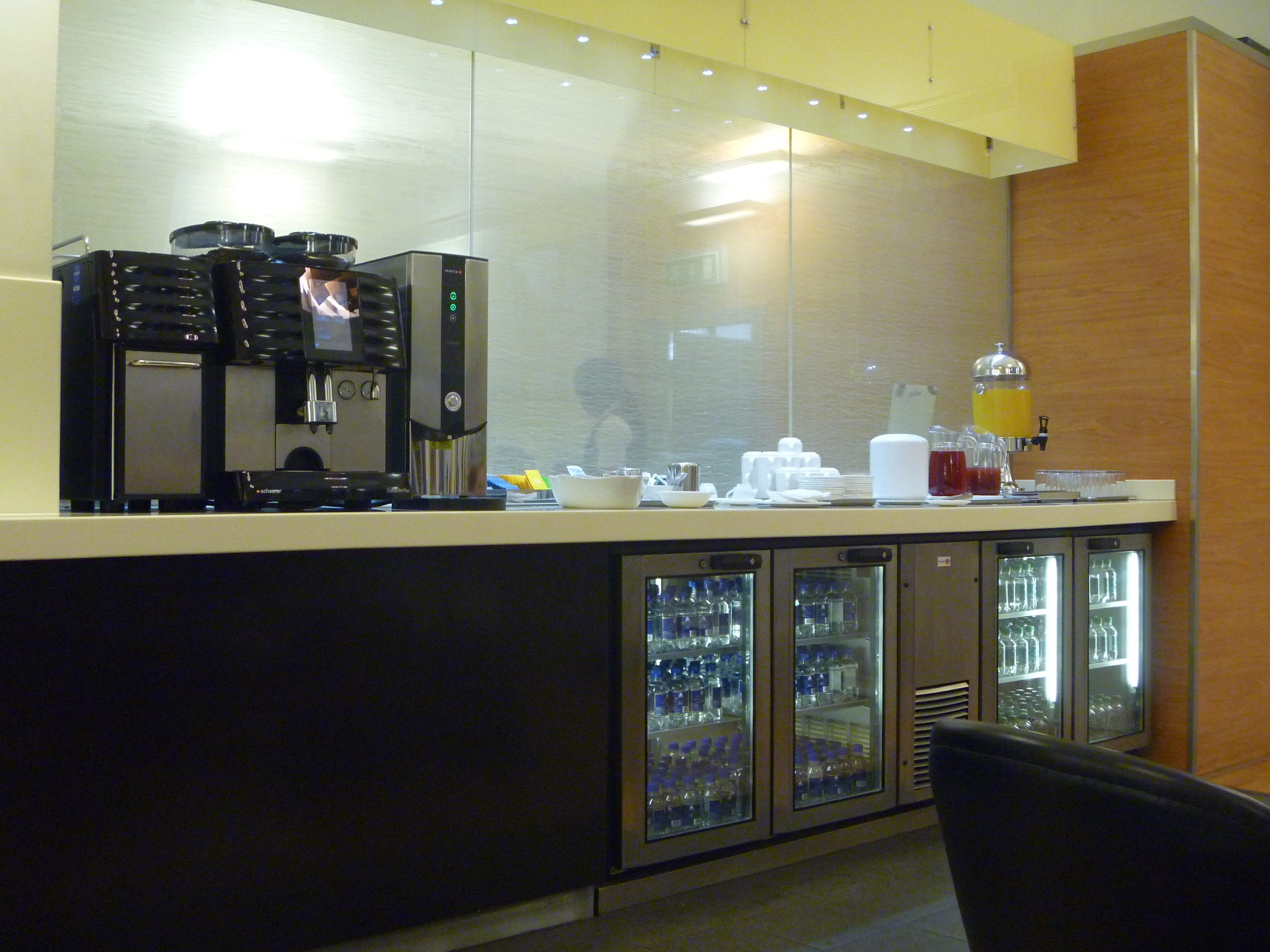
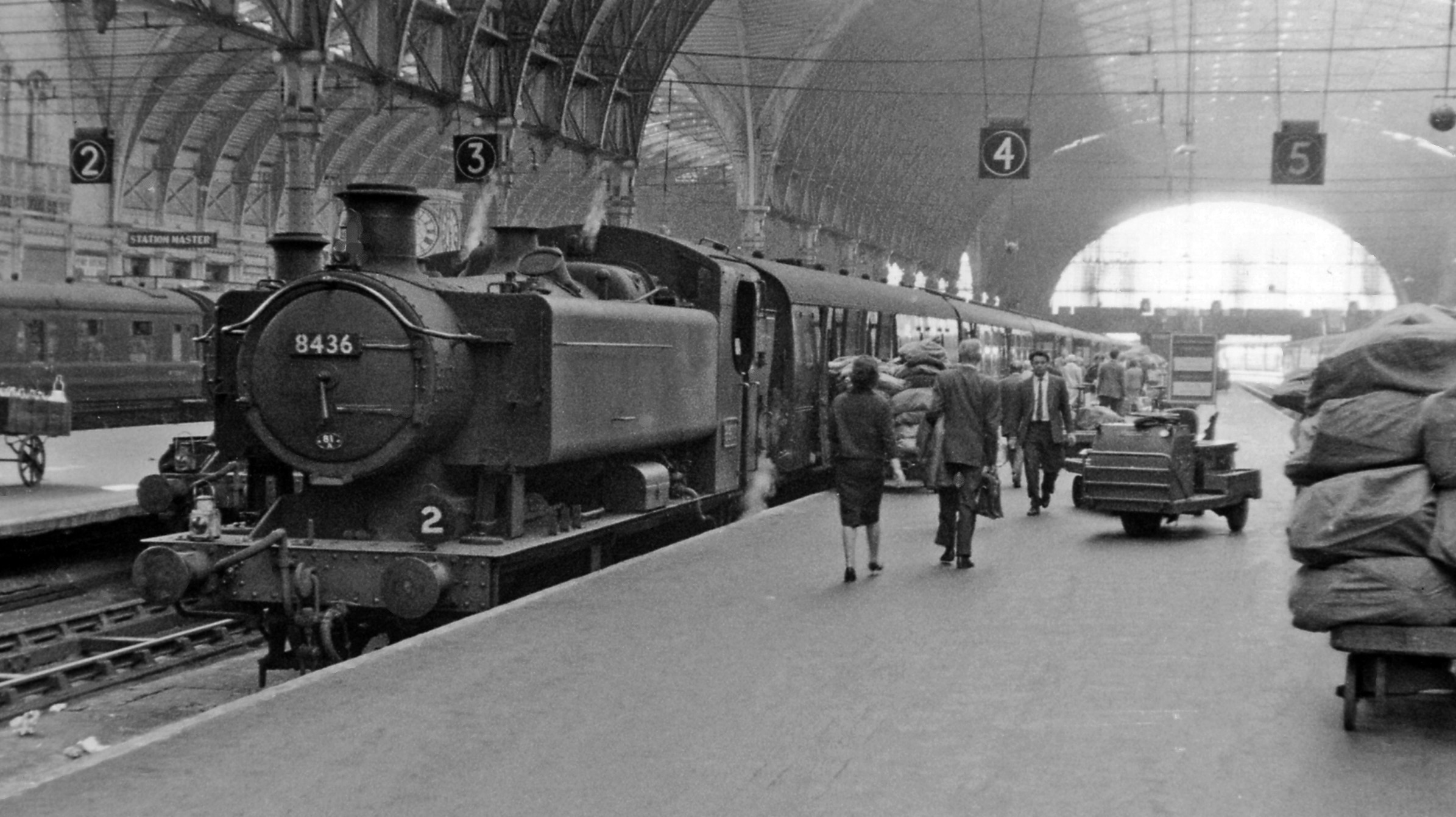
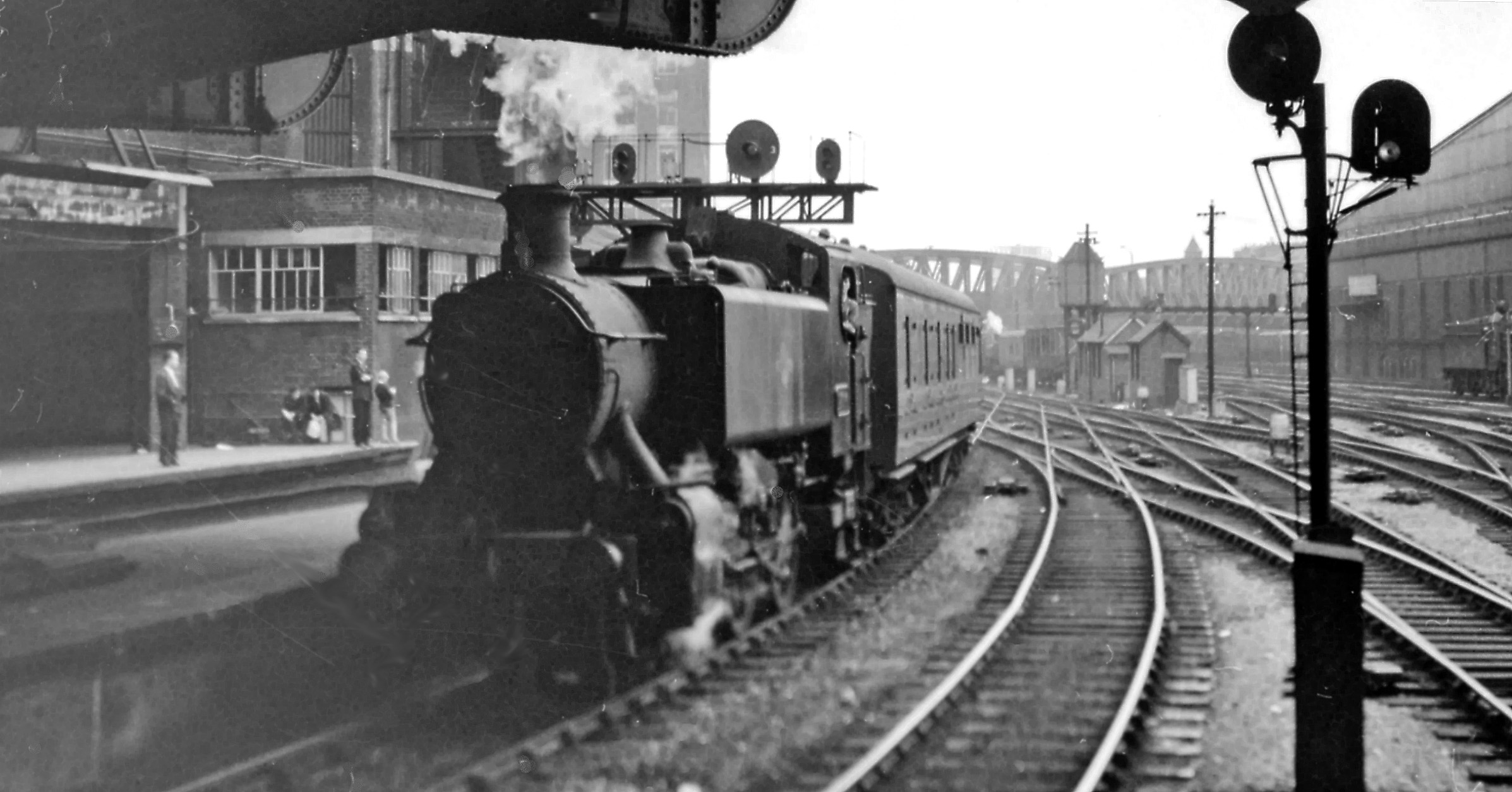